# Vanadiumcarbid
Vanadiumcarbid ist eine Intermetallische Verbindung aus der Gruppe der Carbide.

## Vorkommen
Vanadiumcarbid bildet sich in vanadiumhaltigen (Stahl-) Legierungen.
Dort stellt es, neben Wolframcarbid (WC), eines der (thermisch) stabilsten Sondercarbide dar.

## Gewinnung und Darstellung
Vanadiumcarbid kann durch Reaktion von Vanadium oder Vanadiumpentoxid mit Kohlenstoff gewonnen werden.
{\displaystyle \mathrm {V_{2}O_{5}+7\ C\longrightarrow 2\ VC+5\ CO} }

## Eigenschaften
Vanadiumcarbid besitzt eine kubische, dem Natriumchlorid ähnliche Kristallstruktur. Das ebenfalls existierende Vanadiumdicarbid VC2 (CAS-Nummer:12542-39-1, Schmelzpunkt 2165 °C) dagegen hat eine pseudohexagonale Kristallstruktur.

## Verwendung
Vanadiumcarbid wird wegen seiner großen Härte und Temperaturfestigkeit kommerziell für Werkzeug-Bits und Schneidwerkzeuge, sowie in Legierungen (hemmt Kornwachstum), für Oberflächenbeschichtungen und Cermets z. B. zusammen mit Wolframcarbid verwendet.

## Sicherheitshinweise
Vanadiumcarbid ist kein gefährlicher Stoff nach GHS. Die einatembaren Stäube von Vanadium und seinen anorganischen Verbindungen werden von der MAK-Kommission als krebserzeugend, Kategorie 2 und keimzellmutagen, Kategorie 2 eingestuft.